# Арифметическая производная
Арифметическая производная (производная Лагариаса, числовая производная) — функция, определённая для целых чисел, основанная на факторизации целых чисел, таким образом, что для неё действует аналог правила произведения для производных. Стандартным обозначением для натурального числа {\displaystyle n} является {\displaystyle D(n)}; оно определяется следующим образом:

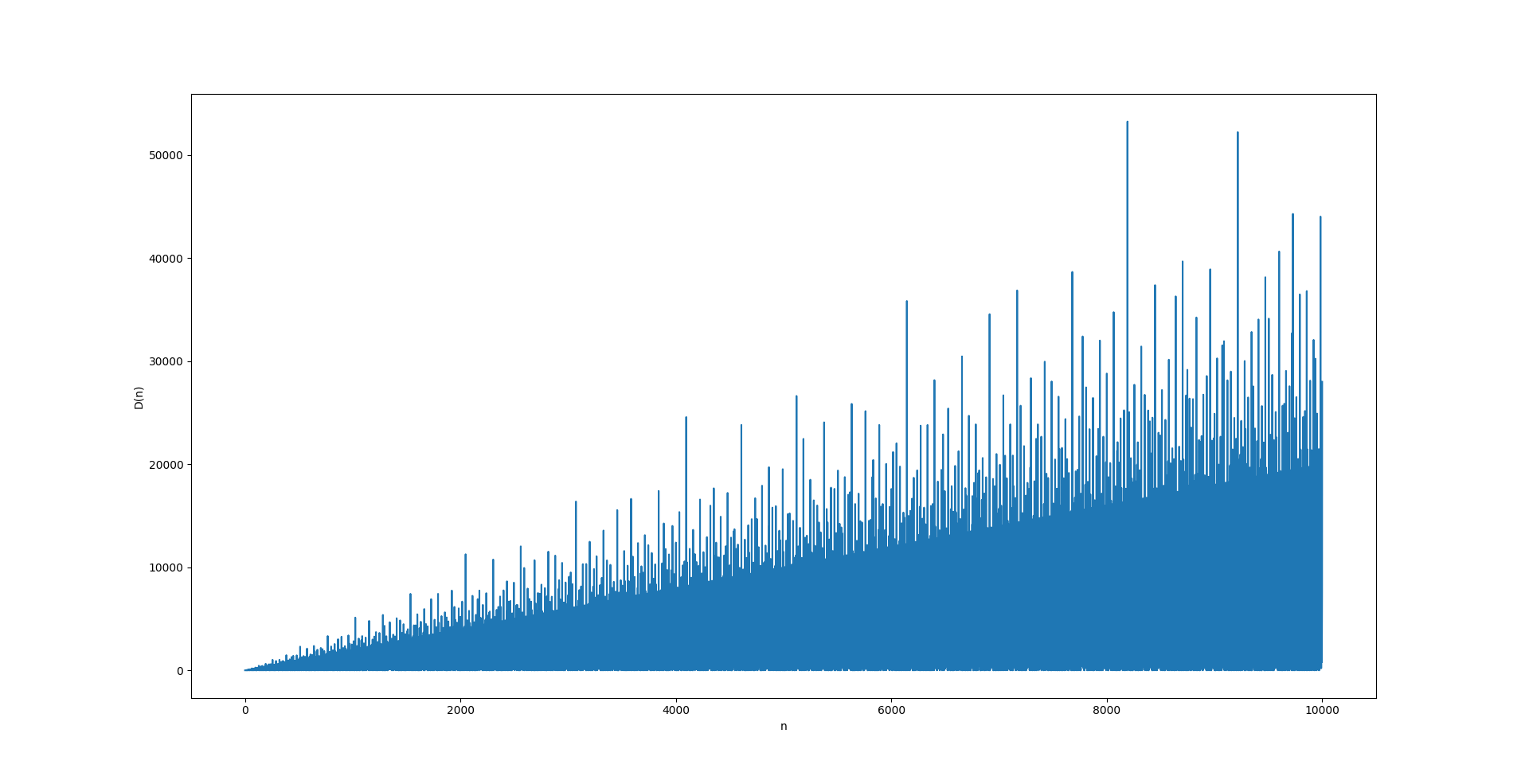
Значения для первых 10000 значений

- {\displaystyle D(0)=D(1)=0},
- {\displaystyle D(p)=1} для любого простого числа {\displaystyle p},
- {\displaystyle D(ab)=D(a)b+D(b)a} для любых {\displaystyle a,b\in \mathbb {N} } (правило произведения).

Область определения может быть расширена на целые числа: пользуясь тем фактом, что {\displaystyle D(1)=0}, устанавливается, что {\displaystyle D(-1)=0}:
{\displaystyle 0=D(1)=D((-1)\cdot (-1))=-2\cdot D(-1)\implies D(-1)=0},
таким образом, для любого целого {\displaystyle n}:
{\displaystyle D(-n)=D((-1)\cdot n)=D(-1)n+(-1)D(n)=-D(n)}.
Для арифметической производной также применимо правило производной частного двух функций (что позволяет расширить область определения до рациональных чисел):
{\displaystyle 0=D(1)=D({\frac {a}{a}})=D(a){\frac {1}{a}}+D({\frac {1}{a}})a\implies D({\frac {1}{a}})=-{\frac {D(a)}{a^{2}}}};
отсюда следует:
{\displaystyle D({\frac {a}{b}})=D(a){\frac {1}{b}}+D({\frac {1}{b}})a={\frac {D(b)a}{b^{2}}}-{\frac {D(a)}{b}}={\frac {D(b)a-D(a)b}{b^{2}}}}
Также применимо и правило производной степени функции:
{\displaystyle D(a^{n})=na^{n-1}D(a)} для любого целого числа {\displaystyle a} и {\displaystyle n\geqslant 0},
{\displaystyle D(p^{n})=np^{n-1}} для любого простого числа {\displaystyle p} и любого целого числа {\displaystyle n\geqslant 0},
{\displaystyle D({\frac {1}{p^{n}}})=-{\frac {n}{p^{n+1}}}} для любого простого числа {\displaystyle p}.